# Еміль Врабіє
Еміль Врабіє (рум. Emil Vrabie; 31 липня 1927, с. Плоп, Сороцький повіт, Бессарабія, тепер Молдова) — румунський мовознавець-славіст, доктор філологічних наук з 1964.

## Біографія
З 1984 живе у США.
Автор праць «Місце слов'янських говорів на території PHP у системі слов'янських мов та їх значення для слов'янської діалектології» (1963, російською мовою), «Вплив румунської мови на українську мову» (1967), «Експресивність елементів слов'янського походження в румунській мові» (1968, російською мовою), карти слов'янських говірок Румунії тощо.